# Thecotheus cinereus
Thecotheus cinereus är en svampart som först beskrevs av P. Crouan & H. Crouan, och fick sitt nu gällande namn av Chenant. 1918. Thecotheus cinereus ingår i släktet Thecotheus och familjen Ascobolaceae.   Inga underarter finns listade i Catalogue of Life.